# Ам Букр
Ам Букр (фр. Hames-Boucres) насеље је и општина у североисточној Француској у региону Север-Па де Кале, у департману Па де Кале која припада префектури Кале.
По подацима из 2011. године у општини је живело 1451 становника, а густина насељености је износила 113,18 становника/km². Општина се простире на површини од 12,82 km². Налази се на средњој надморској висини од 5 метара (максималној 86 m, а минималној 0 m).

## Демографија
| 1962. | 1968. | 1975. | 1982. | 1990. | 1999. | 2011. |
| ----- | ----- | ----- | ----- | ----- | ----- | ----- |
| 796   | 851   | 964   | 1.047 | 1.017 | 1.106 | 1.451 |

График промене броја становника у току последњих година